# Les Usses
Les Usses est une rivière française, qui coule dans le département de la Haute-Savoie, en région Auvergne-Rhône-Alpes et un affluent gauche direct du Rhône. Elles sont particulièrement connues pour être traversées par le pont de la Caille.

## Géographie
Le torrent des Usses se situe dans l'avant-pays haut-savoyard,. De 46,1 km de longueur, les Usses prennent leur source à l'est du Salève, près du hameau du Verney, situé sur la commune d'Arbusigny. La partie amont appartient au plateau des Bornes, tandis que les « parties moyennes et inférieures » relèvent de la région naturelle dite vallée des Usses. Dénommées Grandes Usses en amont du confluent avec les Petites Usses à Sallenôves, elles se jettent dans le Rhône en amont de Seyssel.

### Communes traversées

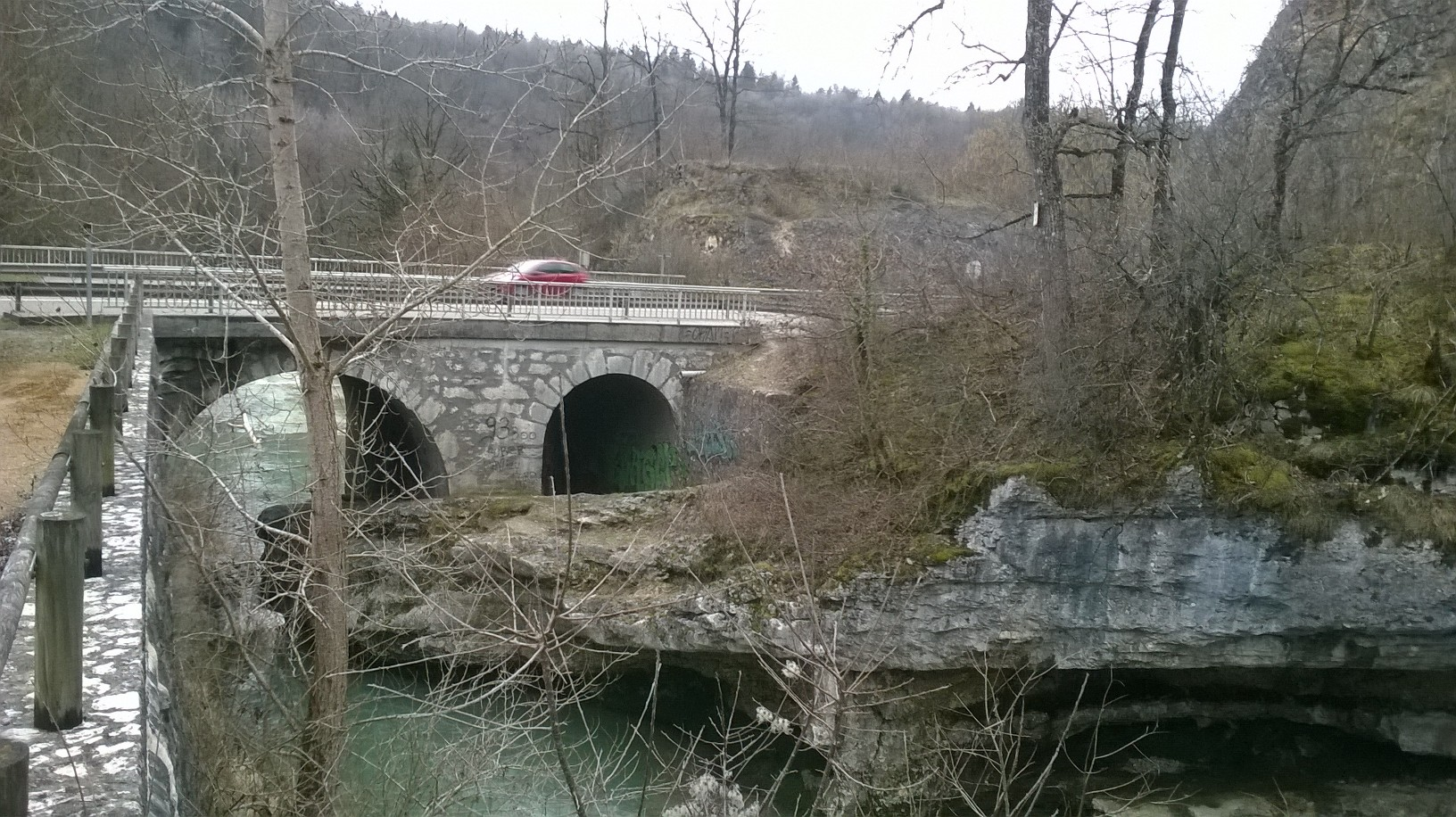
Pont des Douattes sur les Usses à Musièges, sur la route nationale 508.

Les Usses traversent vingt-trois communes :
- Cruseilles, Vovray-en-Bornes, Le Sappey, Menthonnex-en-Bornes, Arbusigny, Groisy, Allonzier-la-Caille, Villy-le-Pelloux, Vanzy, Chessenaz, Frangy, Contamine-Sarzin, Marlioz, Cernex, Copponex, Seyssel, Chilly, Bassy, Desingy, Usinens, Sallenôves, Musièges, Cercier.

### Bassin versant
Paul Mougin (1914) indiquait un bassin de 30 791 ha.

## Affluents
- Le ruisseau des Lanches
- Le ruisseau des Prés
- Le ruisseau des Morges
- Le ruisseau des Etalchets
- Le ruisseau des Follats
- Les ruisseaux du Grand et du Petit Verney
- Le ruisseau du Nant Glas
- Le ruisseau de Combe Nant
- Le ruisseau de Vérant
- Le ruisseau de Mallabranche
- Le ruisseau de Mounaz
- Le Nant de Pesse Vielle
- Le ruisseau de la Ravoire
- Le nant de Saint-Martin
- Le ruisseau de Férande
- Le Nant Trouble
- Le ruisseau de Mostan
- Le ruisseau des Passales
- Le ruisseau de Tabass
- Les Petites Usses
- Le ruisseau de Chamaloup
- Le ruisseau de la Chaude Fontaine
- Le ruisseau de Bottily
- Le torrent de Fornant
- Le ruisseau de Castrau
- Le ruisseau de Saint-Pierre
- Le ruisseau de Marsin
- Le ruisseau de Findreuse
- et Les ruisseaux de la Petite et de la Grande Craze

## Hydrologie

### Les Usses à Musièges
Le module des Usses a été calculé durant une période de 31 ans à Musièges au lieu-dit « Pont des Douattes »,. Il se monte à 3,31 m3/s pour une surface de bassin de 181 km2, soit 80 % de la totalité du bassin.
La rivière présente des fluctuations saisonnières de débit, avec des hautes eaux d'automne-hiver portant le débit mensuel moyen au niveau de 4,75 à 5,58 m3/s de novembre à mars inclus (avec un maximum en février), suivies d'une baisse progressive aboutissant aux basses eaux d'été (avec un minimum de 0,23 m3/s en août).

### Étiage ou basses eaux
À l'étiage, le VCN3 peut chuter jusque 0,166 m3/s, en cas de période décennale sèche.

### Crues
Les crues peuvent être importantes. En effet, le QIX 2 et le QIX 5 valent respectivement 67,3 et 115 m3/s. Le QIX 10 est de 146 m3/s, les QIX 20 et le QIX 50 n'ont pas été calculés.
Le débit instantané maximal enregistré à Musièges est de 220 m3/s, tandis que le débit journalier maximal était de 90 m3/s.

### Lame d'eau et débit spécifique
La lame d'eau écoulée dans le bassin versant de la rivière est de 583 millimètres annuellement, ce qui est modéré pour la région, quoique largement supérieur à la moyenne de la France, presque deux fois la moyenne, tous bassins confondus. Le débit spécifique (Qsp) se monte ainsi à 18,4 litres par seconde et par kilomètre carré de bassin.